# ソルノク - ホードメゼーヴァーシャールヘイ - マコー線
ソルノク - ホードメゼーヴァーシャールヘイ - マコー線（ハンガリー語;Szolnok–Hódmezővásárhely–Makó-vasútvonal）は、ハンガリー国鉄の鉄道線の名称である。路線番号は130。列車が運行されているのはソルノク - ホードメゼーヴァーシャールヘイ間のみで、ホードメゼーヴァーシャールヘイ以南には旅客列車が運行されていない。

## 運行形態
普通列車について説明する。

### 普通
区間毎に運転系統が分かれる。
- ソルノク - センテシュ
2時間に1本の運行。
- キシュクンフェーレジハーザ - ヘーケード - センテシュ - ホードメゼーヴァーシャールヘイ
2時間に1本の運行。ヘーケード以北は147号線に直通するが、うち3.5往復はセンテシュ以南でのみ運行される。
かつてはキシュテーケにも一日1往復が停車していたが、2023年6月より通過となった[2]。

### 過去の運行種別
- 区間特急(S)
センテシュ → ソルノク → ブダペスト西駅
2019年春以前、日曜日のみ片道1本運行していた。夏季は運休していた。ソルノク以北は100号線に直通していた。停車駅はキシュテーケを除く各駅であった。

## 駅一覧
以下では、ハンガリー国鉄130号線の駅と営業キロ、停車列車、接続路線などを一覧表で示す。
- 種別
  - S：特急
  - Sz：普通
- 停車駅
  - ■印：全列車停車
  - ●印：一部通過
  - ○印：一部停車
  - ｜印：全列車通過

| 路線名 | 駅名                                                 | 駅間営業キロ | 累計営業キロ | Sz | 接続路線 | 所在地                       | 所在地                           |
| ------ | ---------------------------------------------------- | ------------ | ------------ | -- | --- | ---------------------------- | -------------------------------- |
| 100    | ソルノク駅                                           | -            | 0            | ■  | 82号線（ハトヴァン方面）、86号線（ヤーサパーティ方面） 100号線（ブダペスト方面）、120号線（ナジカータ方面） 145号線（ケチケメート方面） | ヤース・ナジクン・ソルノク県 | ソルノク郡                       |
| 120    | サヨル駅                                             | 10           | 10           | ■  | 100号線（ニーレジハーザ方面） | ヤース・ナジクン・ソルノク県 | ソルノク郡                       |
| 130    | ティサテニェー駅                                     | 7            | 17           | ■  | 120号線（ブラショフ方面） | ヤース・ナジクン・ソルノク県 | ティサセントミクローシュ郡       |
| 130    | ケンジェル駅                                         | 6            | 23           | ■  | | ヤース・ナジクン・ソルノク県 | ティサセントミクローシュ郡       |
| 130    | バギマヨル駅                                         | 4            | 27           | ■  | | ヤース・ナジクン・ソルノク県 | ティサセントミクローシュ郡       |
| 130    | マルトフュー駅                                       | 5            | 32           | ■  | | ヤース・ナジクン・ソルノク県 | ソルノク郡                       |
| 130    | ティサフェルドヴァール駅                             | 5            | 37           | ■  | | ヤース・ナジクン・ソルノク県 | クンセントマールトン郡           |
| 130    | ホモク駅                                             | 3            | 40           | ■  | | ヤース・ナジクン・ソルノク県 | クンセントマールトン郡           |
| 130    | クンジャル駅                                         | 4            | 44           | ■  | | ヤース・ナジクン・ソルノク県 | クンセントマールトン郡           |
| 130    | クンセントマールトン駅                               | 8            | 52           | ■  | 146号線（キシュクンフェーレジハーザ方面）                                                                                               | ヤース・ナジクン・ソルノク県 | クンセントマールトン郡           |
| 130    | ナジテーケ駅                                         | 10           | 62           | ■  | | チョングラード・チャナード県 | センテシュ郡                     |
| 130    | キシュテーケ駅（休止中 *1）                          |              | (67)         | ｜ | | チョングラード・チャナード県 | センテシュ郡                     |
| 130    | ヘーケード駅                                         | 10           | 72           | ●  | 147号線（キシュクンフェーレジハーザ方面）                                                                                               | チョングラード・チャナード県 | センテシュ郡                     |
| 130    | センテシュ駅                                         | 2            | 74           | ■  | 147号線（オロシュハーザ方面） | チョングラード・チャナード県 | センテシュ郡                     |
| 130    | セグヴァール駅                                       | 8            | 82           | ■  | | チョングラード・チャナード県 | センテシュ郡                     |
| 130    | コーロージセントジェルジ駅                           | 4            | 86           | ■  | | チョングラード・チャナード県 | センテシュ郡                     |
| 130    | ミンドセント駅                                       | 5            | 91           | ■  | | チョングラード・チャナード県 | ホードメゼーヴァーシャールヘイ郡 |
| 130    | マールテーイ駅                                       | 7            | 98           | ■  | | チョングラード・チャナード県 | ホードメゼーヴァーシャールヘイ郡 |
| 130    | ホードメゼーヴァーシャールヘイ・ネープケルト駅       | 10           | 108          | ■  | 131号線（セゲド方面、コッシュート広場方面）                                                                                             | チョングラード・チャナード県 | ホードメゼーヴァーシャールヘイ郡 |
| 130    | ホードメゼーヴァーシャールヘイ駅                     | 2            | 110          | ■  | 131号線（コッシュート広場方面）、135号線（ベーケーシュチャバ方面）                                                                      | チョングラード・チャナード県 | ホードメゼーヴァーシャールヘイ郡 |
| 130    | ホードメゼーヴァーシャールヘイ・ウーイヴァーロシュ駅 |              |              |    | | チョングラード・チャナード県 | ホードメゼーヴァーシャールヘイ郡 |
| 130    | ホードメゼーヴァーシャールヘイ・イパルテレペク駅     |              | 113          |    | | チョングラード・チャナード県 | ホードメゼーヴァーシャールヘイ郡 |
| 130    | カトラセール駅                                       |              | 118          |    | | チョングラード・チャナード県 | ホードメゼーヴァーシャールヘイ郡 |
| 130    | ゴルジャ駅                                           |              | 119          |    | | チョングラード・チャナード県 | ホードメゼーヴァーシャールヘイ郡 |
| 130    | シンカーンチ駅                                       |              | 121          |    | | チョングラード・チャナード県 | ホードメゼーヴァーシャールヘイ郡 |
| 130    | ガイドシュプスタ駅                                   |              | 124          |    | | チョングラード・チャナード県 | ホードメゼーヴァーシャールヘイ郡 |
| 130    | フェルデアーク駅                                     |              | 128          |    | | チョングラード・チャナード県 | マコー郡                         |
| 130    | ハジマーシュ駅                                       |              |              |    | | チョングラード・チャナード県 | マコー郡                         |
| 130    | マコー・ウーイヴァーロシュ駅                         |              | 137          |    | | チョングラード・チャナード県 | マコー郡                         |
| 130    | マコー・ウーイヴァーシャールテール駅                 |              | 139          |    | | チョングラード・チャナード県 | マコー郡                         |
| 130    | マコー駅                                             |              | 144          |    | | チョングラード・チャナード県 | マコー郡                         |

(*1): 2023年6月に旅客営業休止。